# Gunungjaya (Belik)
Gunungjaya is een bestuurslaag in het regentschap Pemalang van de provincie Midden-Java, Indonesië. Gunungjaya telt 7840 inwoners (volkstelling 2010).